# لوسمی میلوئیدی مزمن
لوسمی میلوئیدی مزمن (به انگلیسی: Chronic myelogenous leukemia) به اختصار CML ، یکی از انواع سرطان خون است. این نوع لوسمی سلول‌های مغز استخوان یا میلوسیت‌ها را تحت تأثیر قرار می‌دهد که بافت‌های مغز استخوان را می‌سازند و روندی مزمن دارد.
علت ایجاد این نوع از لوسمی مزمن وجود یک کروموزم غیرطبیعی کوچک در خون و مغز استخوان این افراد و نه بافت‌های دیگر است که این کروموزم فیلادلفیا یا Ph1 نام دارد. 
کروموزم فیلادلفیا به دلیل جابجایی بازوی بلند کروموزم ۲۲ با بازوی بلند کروموزم ۹  به وجود می‌آید.(جابجایی دو طرفه
که این جابجایی  موجب انتقال آنکوژن سلولی ABL (Abelson) از کروموزم ۹ به کروموزم ۲۲ در ناحیه ای به نام "تجمع نقاط شکستگی یا BCR شده که باعث ایجاد یک رونوشت کایمر یا هیبرید مشتق شده از ژن‌های c_ABL(70%) و BCR می‌شود.
بیان این ژن کایمر به صورت یک پروتئین ادغامی داری پروتئین BCR در انتهای آمین و پروتئین ABL در انتهای کربوکسی می‌شود که همراه با فعالیت ترانسفورم‌کنندگی است.

## لوسمی
سرطان خون یا لوسمی یا لوکمیا بیماری پیشرونده و بدخیم اعضای خون ساز بدن است. این بیماری در اثر تکثیر و تکامل ناقص گویچه‌های سفید خون و پیش سازهای آن در خون و مغز استخوان ایجاد می‌شود. لوسمی یکی از سرطان‌های شایع در میان کودکان است.
در لوسمی مغز استخوان به صورت غیرعادی، مقدار بسیار زیادی سلول خونی تولید می‌کند. این سلول‌ها با سلول‌های خون نرمال و عادی متفاوت هستند و درست عمل نمی‌کنند. در نتیجه، تولید سلول‌های سفید خون طبیعی را متوقف کرده و توانایی فرد را در مقابله با بیماری‌ها از بین می‌برند. سلول‌های لوکمی همچنین بر تولید سایر انواع سلول‌های خونی که توسط مغز استخوان ساخته می‌شود از جمله گویچه‌های قرمز خون که اکسیژن را به بافت‌های بدن می‌رسانند، و پلاکتهای خونی که از لخته شدن خون جلوگیری می‌کنند، اثر منفی می‌گذارند لذا در انواع لوسمی ضعف ایمنی، کم خونی و اختلال انعقادخون داریم.

## ویژگیهای سلولی CML
در لوسمی مزمن سلول‌های نئوپلاستیک ظاهراً بالغ می‌شوند. هر چند سلول‌های لوسمی مزمن به نظر بالغ هستند اما کاملاً طبیعی نیستند و نمی‌توانند مانند سلول‌های سفید خون با عفونت‌ها مقابله کنند. در لوسمی میلوئیدی منشأ سلول‌های سرطانی رده میلوسیتها که گلبول‌های قرمز، پلاکتها یا سایر گلبول‌های سفید بجز لنفوسیتها مانند گرانولوسیتها و منوسیتها را می‌سازند می‌باشد .

## مرحله بندی لوسمی میلوئیدی مزمن (CML)
CML به سه گروه تقسیم می‌شود این گروه‌های لوسمی زا پزشکان فازها می‌نامند:
فاز مزمن: در این فاز بیماران کمتر از ۵٪ بلاست و پرومیلوسیت (سلول‌های نابالغ با قدرت تکثیر) در خون و مغز استخوان دارند. معمولاً این گروه از بیماران علایم خفیفی دارند و به درمان استاندارد پاسخ می‌دهند.
فاز تشدید یافته: مغز استخوان و خون بین ۵٪ تا ۳۰٪ بلاست دارد. در اغلب موارد بیماران تب، فقدان اشتها و کاهش وزن دارند و علایم و شمارش گلبولی مانند فاز مزمن به درمان پاسخ گو نیستند. سلول‌های لوسمیک تغییرات کروموزمی جدیدی غیر از کروموزوم فیلادلفیا دارند.
فاز بلاست: در مغز استخوان یا در خون بیمار بیش از ۳۰٪ بلاست دیده می‌شود. این بلاست‌ها به بافت‌ها و اعضاء وابسته به مغز استخوان پخش می‌شوند در این مرحله لوسمی مزمن بسیار تهاجمی به سمت لوسمی حاد پیش می‌رود.

## عوامل پیش آگهی کننده نامساعد برای لوسمی میلوئیدی مزمن
فاز بلاست یا فاز تشدید یافته. بزرگی طحال، مناطق صدمه دیده استخوان به علت گسترش لوسمی. افزایش تعداد بازوفیل‌ها (نوعی از گرانولوسیت) در نمونه خون محیطی. افزایش یا کاهش شدید پلاکت‌ها. سن بالای ۶۰ سال. تغییرات کروموزومی متعدد. فقدان کروموزم فیلادلفیا (ترانسلوکاسیون بین کروموزوم ۹و۲۲).

## درمان لوسمی میلوئیدی مزمن
فاز مزمن CML: شیمی درمانی بامیزان بالا و رادیوتراپی کل بدن (TBI) و در ادامه پیوند سلول زایا (SCT) مؤثرترین درمان CML می‌باشد و بیشترین احتمال برای درمان بیمار، خصوصاً در بیماران با نمره بالا در درجه‌بندی سوکال، عوارض جانبی (SCT) بسیار وخیم هستند و منجر به مرگ بیمار می‌شوند.
در بیماران مبتلا به CML که به درمان با اینترفرون جواب نمی‌دهند یا به علت شدت عوارض جانبی این درمان متوقف شده‌است . انتخاب بعدی شیمی درمانی است و هیدروکسی اوره داروی مناسبی است که مؤثرتر از داروهای قدیمی مانند لوسولفان (میلوژن) می‌باشد.
فاز تشدید یافته CML: درمان CML فاز تشدید یافته شبیه درمان CML فاز مزمن می‌باشد. اما در این فاز مدت زمان دوره رمیسیون (دوره بدون بیماری) پس از درمان کوتاه‌تر است. ۱۵٪ بیماران در این فاز چندین سال پس از پیوند سلول زایا زنده می‌مانند. اینتر فرون در این فاز تأثیری نخواهد داشت. ۲۰٪ بیماران به شیمی درمانی پاسخ می‌دهند اما کمتر از ۶ ماه رمیسیون خواهند داشت.
فاز بلاست CML:در اکثر موارد CML فاز بلاست سلول‌های لوسمی شبیه سلول‌های لوسمی میلوئید حاد (AML) هستند و در برابر داروهای شیمی درمانی که غالباً در AML استفاده می‌شوند مقاوم خواهند بود.
پیوند سلول زایا آوژنیک (از فرد دهنده) به ندرت در فاز بلاست CML موفقیت آمیز است و بقا طولانی مدت کمتر از ۱۰٪ می‌باشد.
CML با درگیری مغز و طناب نخاعی: در بیشتر موارد علایم CML با درگیری سیستم عصبی، انجام شیمی درمانی تزریقی به مایع مغزی نخاعی یا با رادیوتراپی مغز کاهش می‌یابد.

درمان با داروهای مهارکننده تیروزین کیناز TKI انقلابی در درمان CML پدیدآورده است ، داروی ایماتینیب ۴۰۰ میلی گرم خوراکی در روز استفاده می‌شود ، میزان بقای ده ساله بیماران پیش از این داروها حدود ۳۰ درصد بوده و اکنون به ۸۵ درصد رسیده‌است(منبع : اصول طب داخلی هاریسون ، ۲۰۱۸)